# J. Vernon McGee
John Vernon McGee, född 17 juni 1904 i Hillsboro, Texas, död 1 december 1988, var en amerikansk presbyteriansk teolog och radiopredikant.
McGee avlade sin teologie doktorsexamen vid Dallas Theological Seminary. Han var sedan pastor för Church of the Open Door i Los Angeles 1949-1970. Han arbetade även som bibelinstitutionens (English Bible Department) prefekt vid Bible Institute of Los Angeles (numera Biola University). Han startade 1967 radioprogrammet Thru the Bible, på svenska Vägen genom Bibeln. Som bibellärare gick han igenom hela Bibeln i fem år i Thru the Bible.